# Peter Bergman
Pour les articles homonymes, voir Bergman.
Peter Bergman est un acteur américain, né le 11 juin 1953 à Guantanamo Bay, Cuba.

## Biographie
Il est particulièrement connu pour la série Les Feux de l'amour qu'il a rejoint en 1989 pour jouer le rôle de Jack Abbott et Marco Annicell (sosie de Jack Abbott qui se fera passer pour lui). Celui-ci a aussi joué dans des séries comme Une nounou d'enfer ou La Force du destin mais aussi dans des films et des pièces de théâtre.
Il mesure 1,85 m.
Il fut marié à Christine Ebersole de 1975 à 1981, ils sont à présent divorcés.
Il est, depuis 1985, marié à Mariellen Bergman, avec qui il a 2 enfants.

## Filmographie

### Cinéma
- 1966 : Un printemps en Hollande de Nikolai van der Heyde
- 1977 : Cracking Up de Rowby Goren
- 1983 : Nick Danger in The Case of the Missing Yolk de William Dear : Lt. Bradshaw / Yoey Yolk / Judge Knot
- 1988 : Phantom of the Ritz d'Allen Plone : Ed Blake
- 2006 : The Return of the Muskrats d'Andrew Mudge : Homeless Man

### Télévision

#### Série télévisée
- 1976 : Kojak : Bo Allen
- 1980 - 1989 : La force du destin : Dr Cliff Warner
- Depuis 1989 : Les Feux de l'amour : Jack Abbott / Marco Annicelli
- 1994 : The 5 Mrs. Buchanans : Clyde (épisode 3)
- 1997 : Une nounou d'enfer : Lui-même (épisode 24, saison 4)
- 1998 : Amour, Gloire et Beauté : Jack Abbott
- 2001 : Un gars du Queens : Jack Abbott (épisode 17, saison 3)
- 2022 : THIS SHOW SUCKS : Truth + Consequences (épisode 2)

#### Téléfilm
- 1982 : Terreur mortelle (Fantasies) : Larry
- 1989 : Money, Power, Murder. : Brant
- 1991 : Palomino : Warren Taylor
- 1993 : Woman on the Ledge : Bob